# Мичиганский салат
Мичиганский салат (англ. Michigan salad) — тип салата из свежей зелени, популярный в ресторанах Детройта и других частей Мичигана. Стандартного рецепта не существует, обычно его подают с сушёной вишней, сыром с плесенью, заправляют винегретной заправкой. В некоторых рецептах вместо вишни используется сушёная клюква, добавляются другие фрукты, такие как яблоко или мандарин, не используется или заменяется сыр с плесенью и/или добавляются грецкие орехи или орехи пекан.
В Западном Мичигане мичиганский салат может включать виноград, нарезанные яблоки, грецкие орехи или орехи пекан. Часто содержит заправку на основе майонеза и горчицы, а не винегретную заправку.